# Valentina Borok
Valentina Borok (ucraïnès: Валентина Михайлівна Борок)  (Khàrkiv, 9 de juliol de 1931 - Haifa, 4 de febrer de 2004) va ser una matemàtica ucraïnesa soviètica. És coneguda principalment pel seu treball en equacions diferencials parcials.

## Vida
Borok va néixer el 9 de juliol de 1931 a Khàrkiv, Ucraïna. La seva mare, Bella Sigal, d'ascendecía jueva, va ser una important economista. El seu pare, Mijaíl Borok, era un farmacèutic, científic, i un expert en ciència de materials. A causa de la posició destacada de la mare al Ministeri d'Economia d'Ucraïna, Valentina Borok va tenir una infantesa relativament privilegiada. Així i tot, a causa de la situació política, la seva mare, que va saber preveure el que estava a punt de passar, va dimitir voluntàriament el 1937 i va ocupar una posició menys rellevant, presumiblement perquè sabia que no podria suportar les repressions de finals dels 1930. Això possiblement va ajudar la família Borok a sobreviure a la Segona Guerra Mundial.
Valentina Borok tenia un talent especial per a les matemàtiques ja a l'Institut. De tal manera que el 1949, després del consell del seu professorat de l'institut, Borok va començar a estudiar matemàtiques a la Universitat Estatal de Kíev. Allí va conèixer Iàkov Jitomirski, que seria el seu marit. Durant la seva estada a la Universitat Estatal de Kíev, Borok, juntament amb el seu futur marit, va començar la recerca en el camp de les matemàtiques, sota la supervisió del cap de departament de matemàtiques, Georgi E. Shilov. La seva tesi de llicenciatura sobre la teoria de distribucions i les aplicacions de la teoria de sistemes d'equacions diferencials parcials lineals va ser considerada un treball extraordinari i es publicà en una important revista russa.

## Trajectòria professional
El 1957, la seva tesi va ser seleccionada per ser part dels primers volums de traduccions de l'American Mathematical Society. El 1954, Borok es va graduar a la Universitat Estatal de Kíev i es va traslladar a la Universitat Estatal de Moscou per rebre el seu grau de llicenciada. El 1957 es va doctorar amb la tesi doctoral sobre Sistemes d'Equacions Diferencials Parcials Lineals amb Coeficients Constants, que va ser publicada a la revista Annals of Mathematics. Posteriorment, entre 1954 i 1959, va publicar diversos treballs de recerca que contenien una col·lecció de teoremes inversos que permetien caracteritzar equacions diferencials parcials fent ús d'algunes propietats de les seves solucions. En el mateix període va obtenir una fórmula que permetia calcular en termes algebraics senzills els paràmetres numèrics que determinen les classes d'unicitat i ordre de problemes de Cauchy per a sistemes d'equacions diferencials parcials lineals amb coeficients constants. El 1960 es va traslladar a la Universitat Estatal de Khárkov, on es quedà fins al 1994. El 1970, Borok va guanyar la Càtedra Universitària i des de 1983 a 1994 va ser la responsable del Departament d'Anàlisi.
Al començament de 1960 Borok va estudiar el problema d'estabilitat de les equacions diferencials parcials ben-ordenades en el sentit de Petrovskii. En aquest mateix període, va fer altres treballs sobre sistemes parabòlics que degeneren en l'infinit i sobre la dependència de classes d'unicitat en les transformacions de la variable espacial. Els seus resultats en aquestes dues direccions encara són força influents dècades després. La majoria dels seus treballs durant aquest període van ser duts a terme conjuntament amb el seu marit.
A la fi de la dècada de 1960, Borok va començar una sèrie d'articles que van fixar les bases per a la teoria de problemes de valor de frontera locals i no locals en capes infinites per a sistemes d’equacions diferencials parcials. Els resultats dels seus estudis incloïen la construcció de classes màximes d'unicitat i ben-ordenades, teoremes de tipus Phragmen-Lindelöf, i l'estudi de propietats asimptòtiques i d'estabilitat de les solucions de problemes de valor límit en capes infinites.
Al començament dels anys 1970, Borok va fundar una escola sobre l'estudi de la teoria general d'Equacions Diferencials Parcials a la Universitat Estatal de Khàrkiv. La majoria dels seus treballs es van centrar en l'àrea d'equacions diferencials parcials sobre equacions diferencials de funcions. Fins i tot avui dia molts dels seus treballs segueixen sent citats.
Durant els seus anys de professora a la Universitat Estatal de Khàrkiv, Borok va ser considerada una professora d’anàlisi rigorosa, en un moment en què gran part del seu alumnat s'iniciava en labors de recerca. Borok era coneguda per plantejar «problemes creatius», així com per la creació d'apunts de molts cursos bàsics i especialitzats sobre anàlisis i equacions diferencials parcials. Va establir el currículum del Departament de matemàtica a la Universitat Estatal de Khàrkiv, creant una tradició a la universitat que més de 30 anys després continuava vigent. Valentina Borok va ser una conferenciant brillant i una professora extremadament dedicada als seus estudiants.
El 1994, Borok va emmalaltir greument i, com que a Ucraïna no disposava de l'atenció mèdica necessària, es va traslladar a Haifa, Israel, on residí durant deu anys. Va morir a l'edat de 72 anys el 2004. La seva filla i fill, Svetlana Jitomirskaya i Michail Zhitomirskii, també es van dedicar a la investigació matemàtica.

## Contribucions
Borok va ser coneguda per la seva recerca i contribució en equacions en derivades parcials. Durant la seva vida va publicar 80 articles en revistes d'alt impacte russes i ucraïneses, i va supervisar 16 tesis doctorals juntament amb moltes tesis de màster.
Gran part de la seva tesi incloïa l'estudi del problema de Cauchy per a equacions diferencials parcials lineals. Va ser publicada a Annals of Mathematics, i hi explicava la teoria sobre les equacions diferencials parcials lineals. En altres treballs va demostrar el teorema sobre la unicitat i teoremes ben plantejats per al problema del valor inicial, així com el problema de Cauchy per a un sistema d'equacions diferencials parcials lineals.
En els seus estudis, traduïts del rus, del problema de Cauchy per a diferents sistemes d'equacions diferencials parcials lineals respecte a un paràmetre, ella va establir que per a l'estudi del problema de Cauchy per a sistemes d'equacions diferencials de la forma đu(x,y,z)/đt = P(đ/đx)u(x,t,ɖy), xɛRn, tɛ[0,T],y>0,ɖ>0, ɖ≠1, uɛCn, on P(S) és una matriu N x N amb elements polinòmics. Demostrem l'existència de solucions del problema homogeni que convergeixen exponencialment cap a zero quan |x|→∞ i per tot y>0. A més, va establir estimacions per a les solucions quan |x|→∞, y→∞ o y→+0 que garanteixen la seva unicitat i va trobar condicions per a la resolució correcta del problema a la classe de solucions polinòmiques pel que fa a y.